# انفصالية لغوية

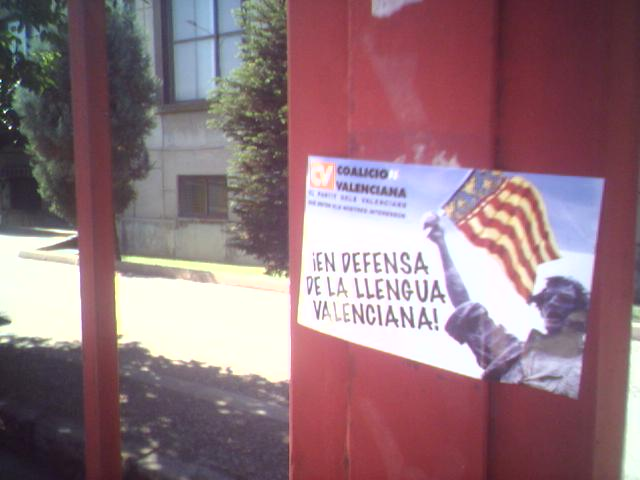

الانفصالية اللغوية هي اعتبار اللهجة أو النوع اللغوي لغة بحد ذاتها منفصلة عن اللغة الأصلية.